# St-Laurent (Moussan)

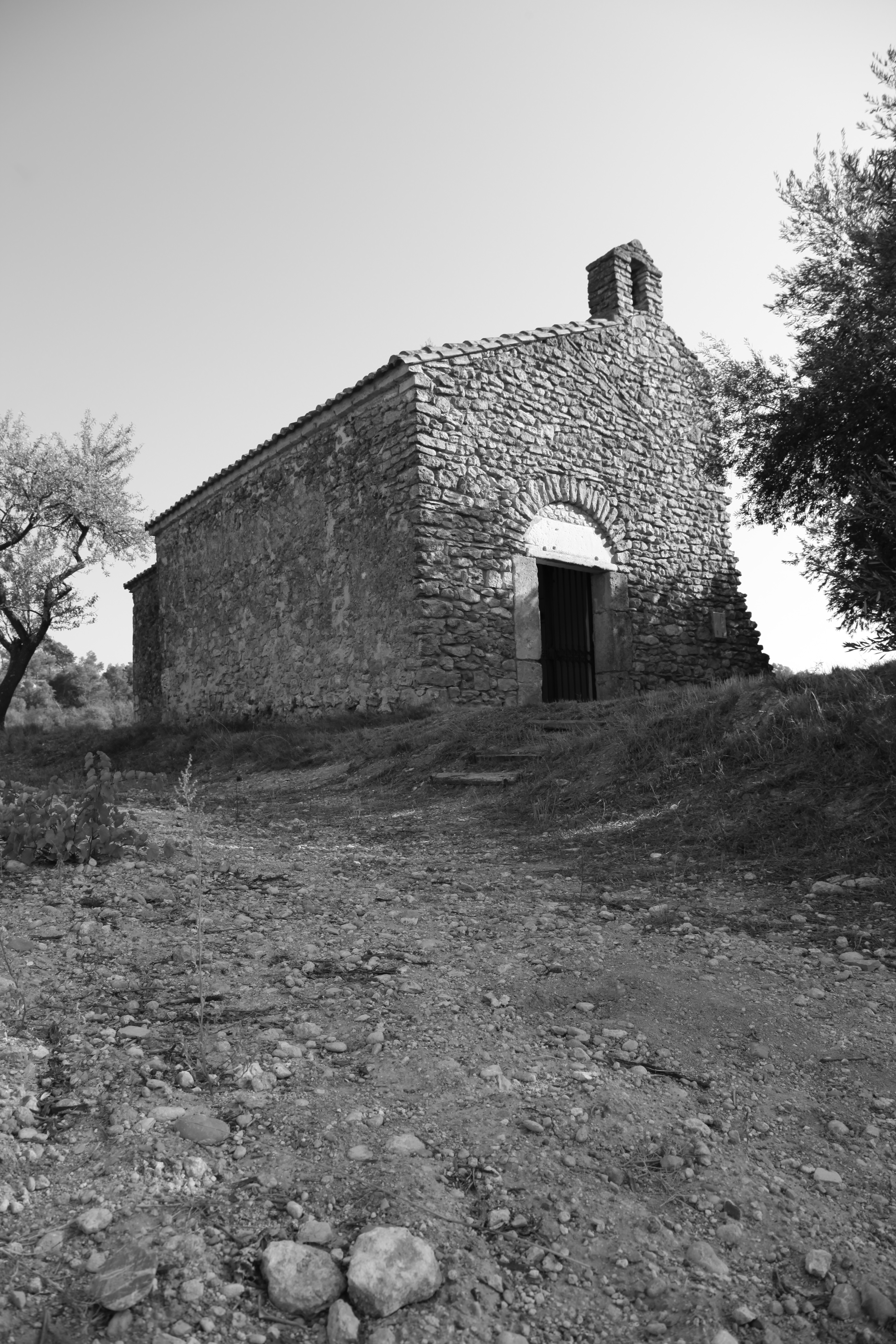
Kapelle Saint-Laurent de Moussan

Die vorromanische Kapelle St-Laurent liegt unweit der Ortschaft Moussan im Nordosten des Département Aude in der südfranzösischen Region Okzitanien. Sie gehört zu den wenigen Kirchenbauten im Süden Frankreichs, bei denen noch westgotische Einflüsse bzw. Nachwirkungen vermutet werden.

## Lage
Der kleine Kirchenbau liegt in den nordöstlichen Ausläufern der Corbières etwa 1700 Meter südwestlich des Ortszentrums von Moussan. In unmittelbarer Nachbarschaft finden sich einige Weinfelder.

## Baugeschichte
Den Anlass zum Bau des wahrscheinlich ins 9. oder frühe 10. Jahrhundert zu datierenden und entfernt von jeder Ortschaft gelegenen Kirchleins könnte ein frommer Einsiedler geliefert haben. Da in der Nähe die Fundamente eines gallo-römischen Landgutes entdeckt wurden, geht man davon aus, dass die Steine dieser Villa rustica beim Neubau der Kapelle Verwendung gefunden haben.
Im 11. oder 12. Jahrhundert wurde der Bau nach Süden hin erweitert und der neuen Westfassade wurde ein kleiner Glockengiebel aufgesetzt. In dieser Zeit lag der Bau etwa auf halber Strecke zwischen der Zisterzienserabtei Sainte-Marie de Fontfroide und einer ihrer Besitzungen bei der ca. 25 Kilometer entfernten Ortschaft Ouveillan; vielleicht haben sich die Zisterziensermönche dem Kirchlein angenommen und eine – inzwischen wieder weitgehend ruinöse – Erweiterung des Bauwerks in Angriff genommen. Die Kapelle wurde im Jahre 1966 als Monument historique anerkannt.

## Architektur

### Außenbau
Mit Ausnahme des Westportals und der Ecksteine besteht der ganze Bau nur aus grob bzw. gar nicht behauenen Bruchsteinen. Das Westportal ist aus fünf seitlichen Steinen und einem mächtigen Sturzstein aus Marmor zusammengesetzt; möglicherweise sind alle Steine wiederverwendet worden. Das Portal wird von einem Überfangbogen, der auch statischen Zwecken diente, optisch besonders hervorgehoben. Schöne Steinbögen haben auch die drei kleinen Lichtöffnungen im Chorbereich.

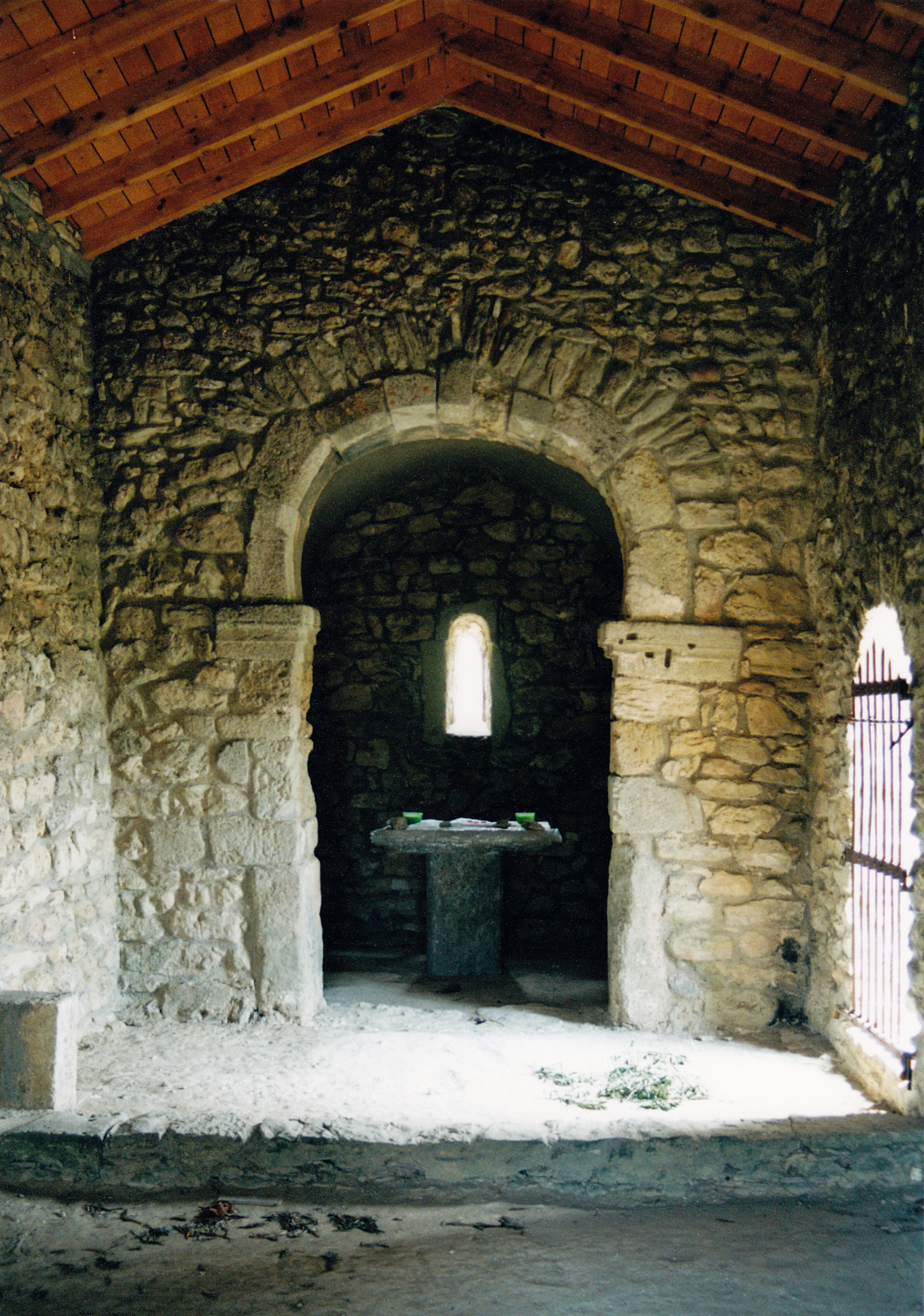
Inneres der Kapelle

### Innenraum
Die Kapelle ist im Wesentlichen ein einschiffiger und fensterloser Bau von etwa drei Metern Breite und fünf Metern Länge; hinzu kommt ein – durch einen Triumphbogen abgetrennter und in etwa quadratischer – Chorbereich von jeweils etwa zwei Metern Seitenlänge, in welchem ein kleiner Altar steht. Die Rückwand und die beiden Seitenwände des Chors haben jeweils eine kleine unverglaste Fensteröffnung. Während das Langhaus von einem hölzernen Dachstuhl bedeckt wird, ist der Chorbereich mit einem Tonnengewölbe versehen.
Bedeutsamster Bauteil ist der aus großen – an den Kanten teilweise abgefasten – Hausteinen errichtete Chorbogen, der auf beiden Seiten oberhalb der profilierten Kämpferplatten deutlich sichtbar zur Mitte hin eingezogen ist, so dass man von einem Hufeisenbogen sprechen kann – einem typischen Merkmal der präromanischen westgotischen Architektur. Die Bogenwölbung wird teilweise von einem zweiten Bogen aus schräggestellten Steinplatten überfangen; die übrigen Steine seitlich bzw. oberhalb des Bogens sind nicht oder nur grob bearbeitet. Im Gegensatz zu der mehr oder weniger chaotischen Struktur des seitlichen Mauerwerks sind die meisten Steine oberhalb der Bogenwölbung in Lagen angeordnet.

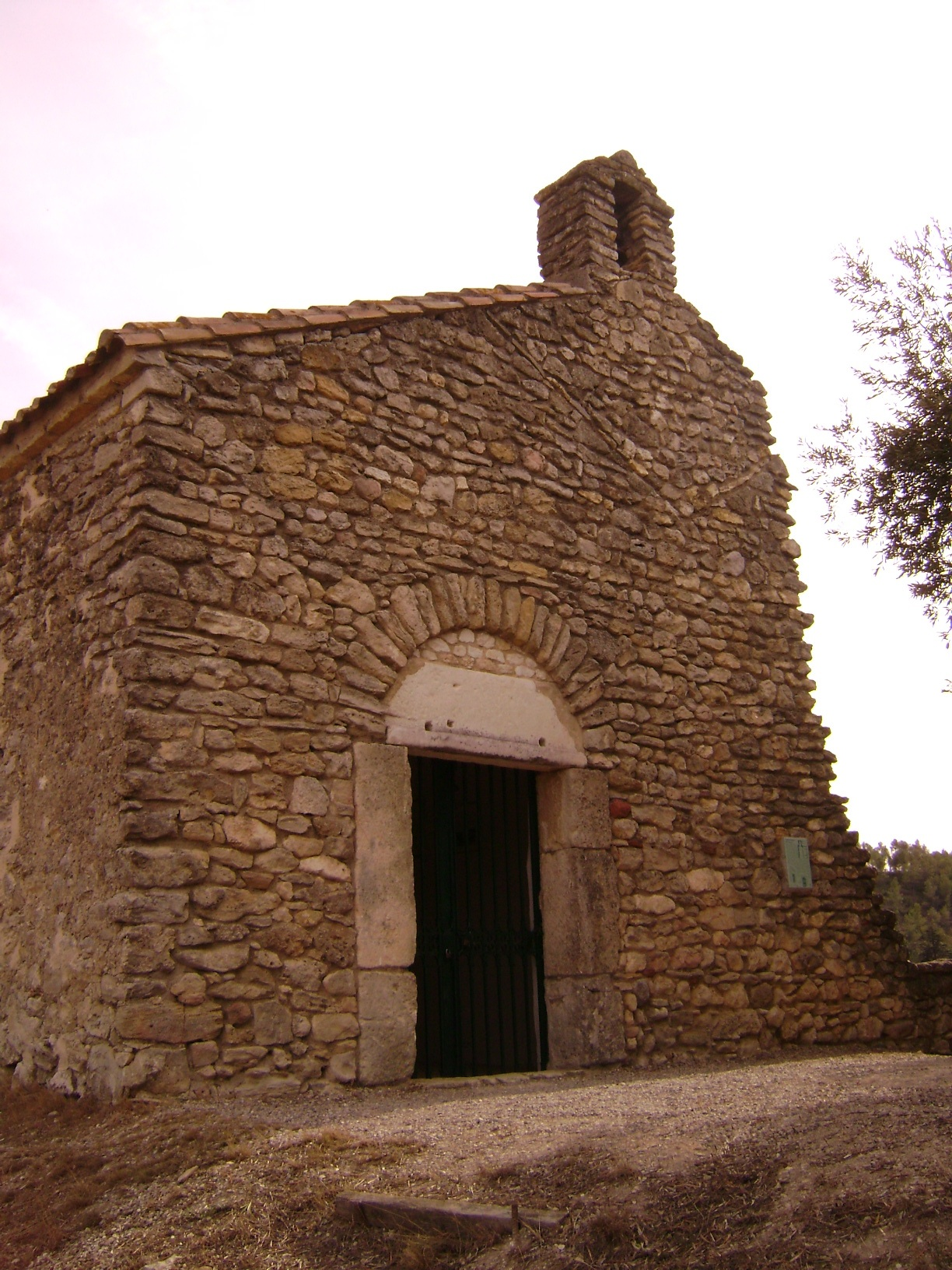
Westfassade
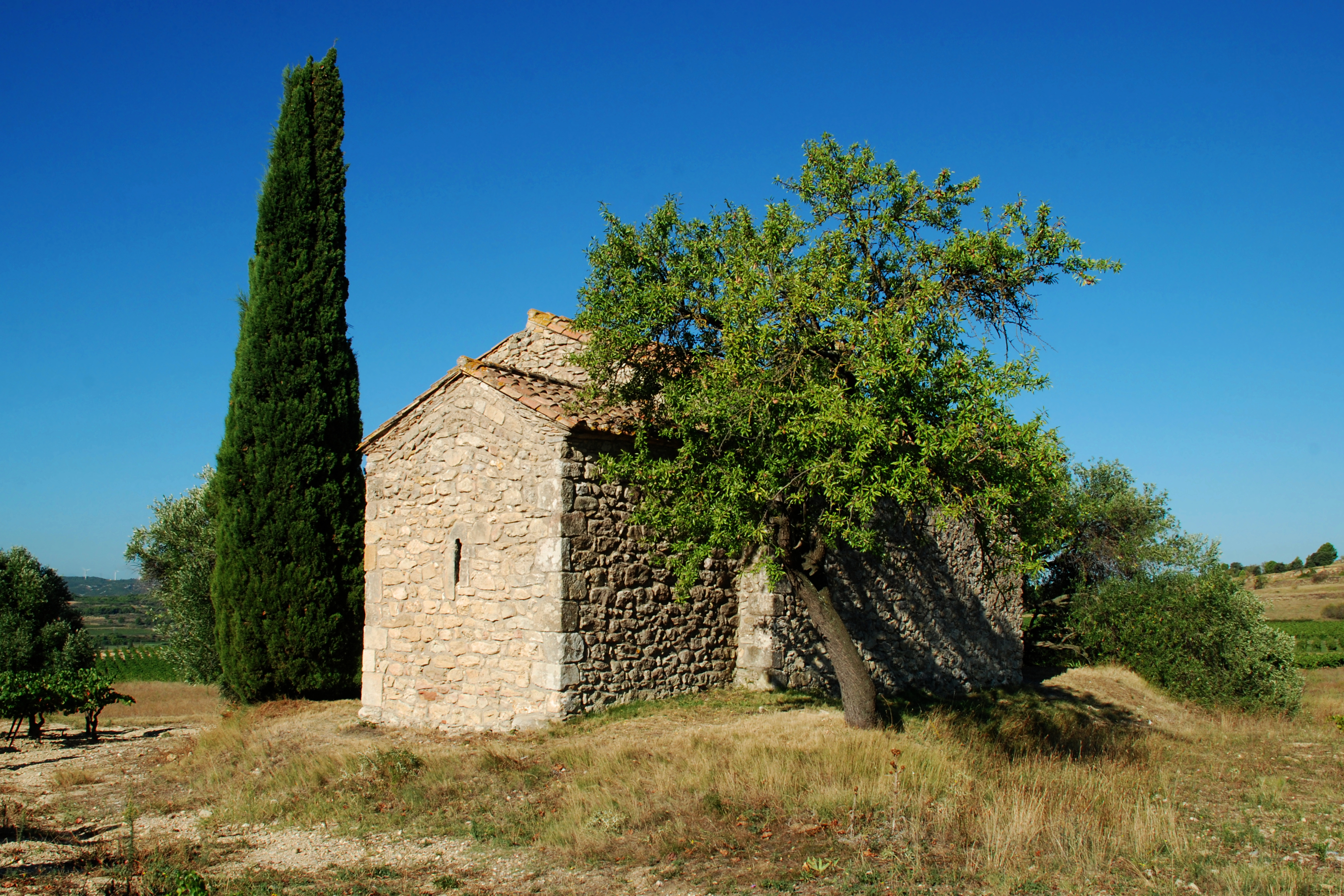
Chorbereich
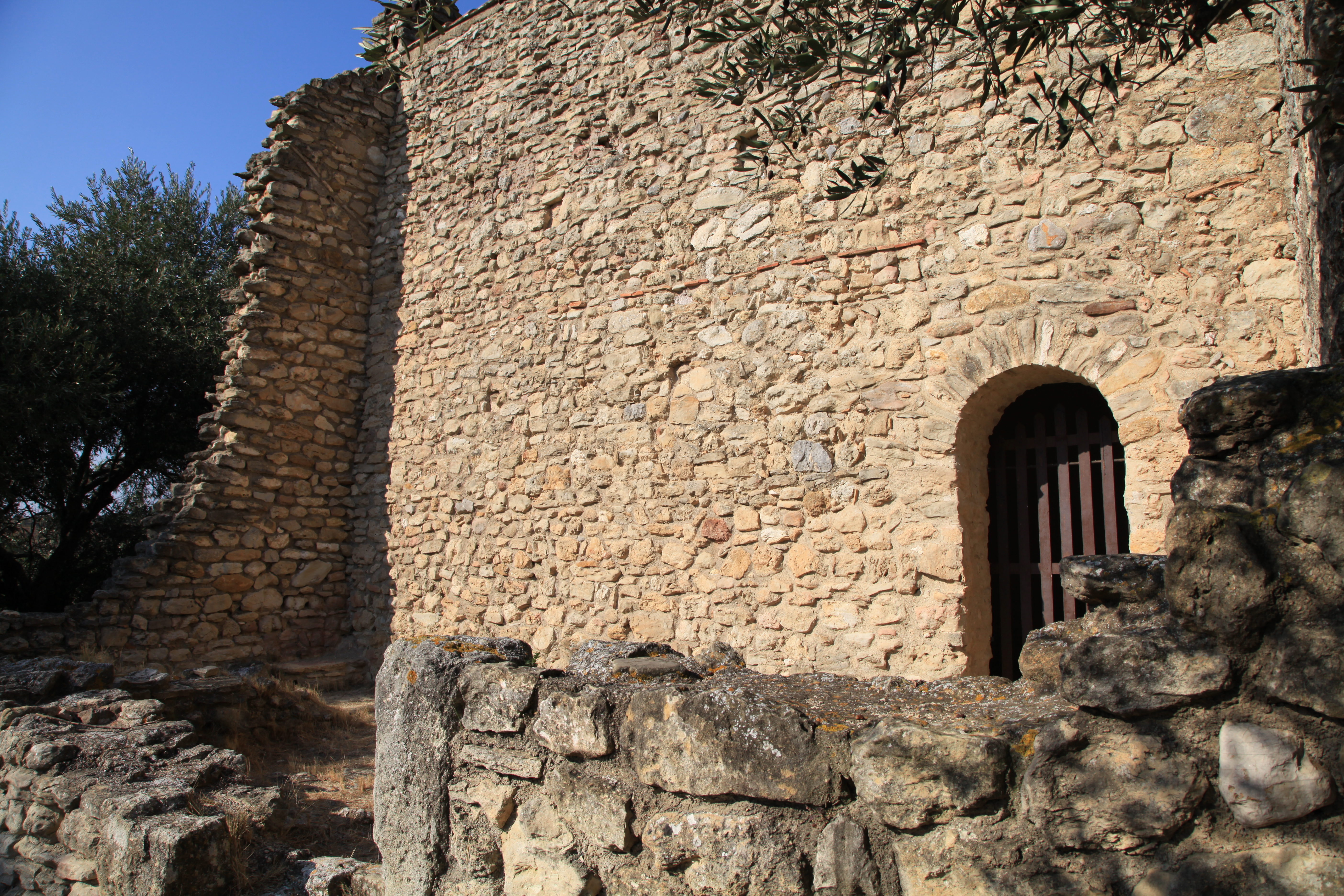
Ruinen der Erweiterung
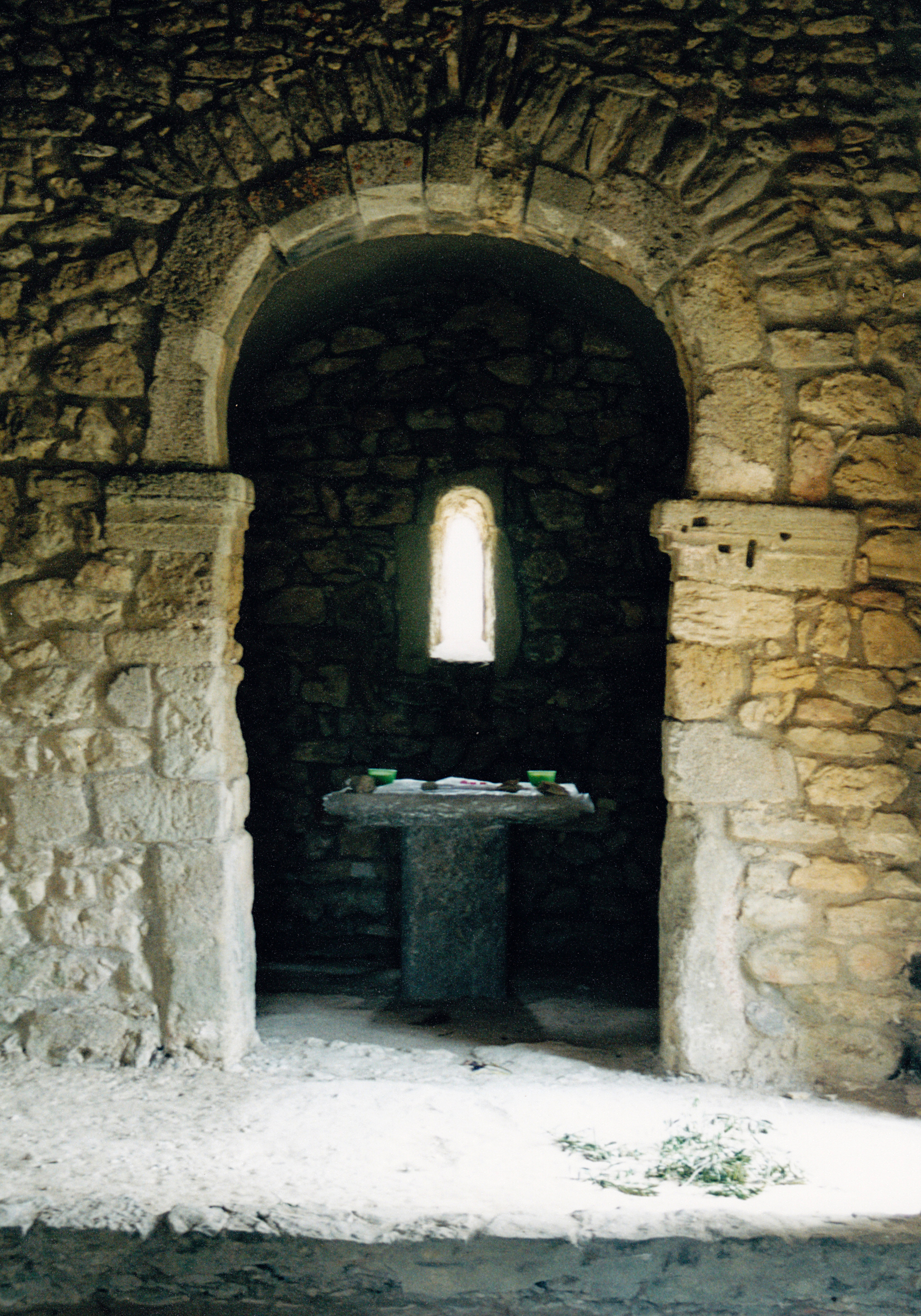
Triumphbogen